# Jeanne Brolliet
Pour les articles homonymes, voir Brolliet.
Jeanne Brolliet est la dernière femme brûlée vive pour sorcellerie à Genève en 1623.

## Biographie
En 1623, une adolescente de 15 ans, Françoise Salla, est victime de convulsions et de délires. Jugée « possédée », elle indique lors de son interrogatoire que dix mois plus tôt, sa mère et Jeanne Brolliet se sont disputées à propos d'une dette, et qu'une dizaine de jours plus tard, date et évènements auxquels elle fait remonter le début de ses malaises, celle-ci l'avait regardée avec insistance.
Accusée d'empoisonnement mortel au moyen d'une « poudre maléfique », pour ce cas et celui d'une autre jeune fille, Jeanne Brolliet avoue son crime sous la torture et reconnait avoir renié Dieu. Jeanne Brolliet est la dernière justiciable à être brûlée vive à Genève,,.

« Mes très honorés seigneurs, ayant vu le procès criminel fait et formé par devant eux à l’instance et poursuite du Seigneur Lieutenant auxdites causes instant contre Jeanne Brolliet, par lequel et ses confessions leur conste et appert qu’icelle, renonçant [à] Dieu son créateur et sa part de Paradis, aurait pris le Diable pour son maître et obéissant à ses maudits et damnables commandements aurait mis les démons dans le corps de deux personnes, cas et crimes méritant griève punition corporelle. A ces causes et autres instes à ce mesdits Seigneurs mouvantes, séants au Tribunal au lieu de leurs prédécesseurs suivant leurs anciennes coutumes. Ayant Dieu et ses saintes écritures devant leurs yeux et invoqué son saint nom pour faire droit jugement, disant au nom du père, du fils, et du Saint Esprit Amen. Par cette leur définitive sentence laquelle ils donnent ici par écrit, condamnent ladite Brolliet à devoir être liée et menée en la place de Plainpalais et là être brûlée vive dans un feu ardent, façon accoutumée, tellement que l’âme soit séparée du corps et son corps réduit en cendres, et ainsi finir ses jours pour servir d’exemple à tous ceux qui tel cas voudraient commettre. Déclarant en outre ses biens acquis et confisqués à la Seigneurie, mandant au Seigneur Lieutenant de faire mettre leur présente sentence à due et entière exécution. »

— Prononcée et exécutée le 23e Avril 1623, Transcription modernisée de la sentence capitale prononcée. AEG, P.C. 1re série 2587 (« sorcellerie »), 23 avril 1623, non folioté
Les raisons pour lesquelles Jeanne Brolliet a été incriminée sont à chercher dans son entourage le plus proche : connaissances, voisins.

## Contexte
Jeanne Brolliet est la dernière femme accusée de sorcellerie à être brûlée vive à Genève. Par la suite, d'autres seront condamnées à être brûlées elles aussi, mais le dernier cas à Genève est celui de Michée Chauderon en 1652, qui a supplié de ne pas subir le même sort, et est pendue avant. En Suisse, la dernière condamnation à mort pour sorcellerie date de 1782.

## Travail universitaire
Son cas a fait l'objet d'une « séquence didactique », émanant de travaux d'étudiants choisis et publiés par l’Équipe de didactique de l’histoire et de la citoyenneté (ÉDHICE), elle-même composée d’enseignants-chercheurs de l'Université de Genève, destinée aux étudiants professeurs en enseignement secondaire,.